# Il Giardino Armonico

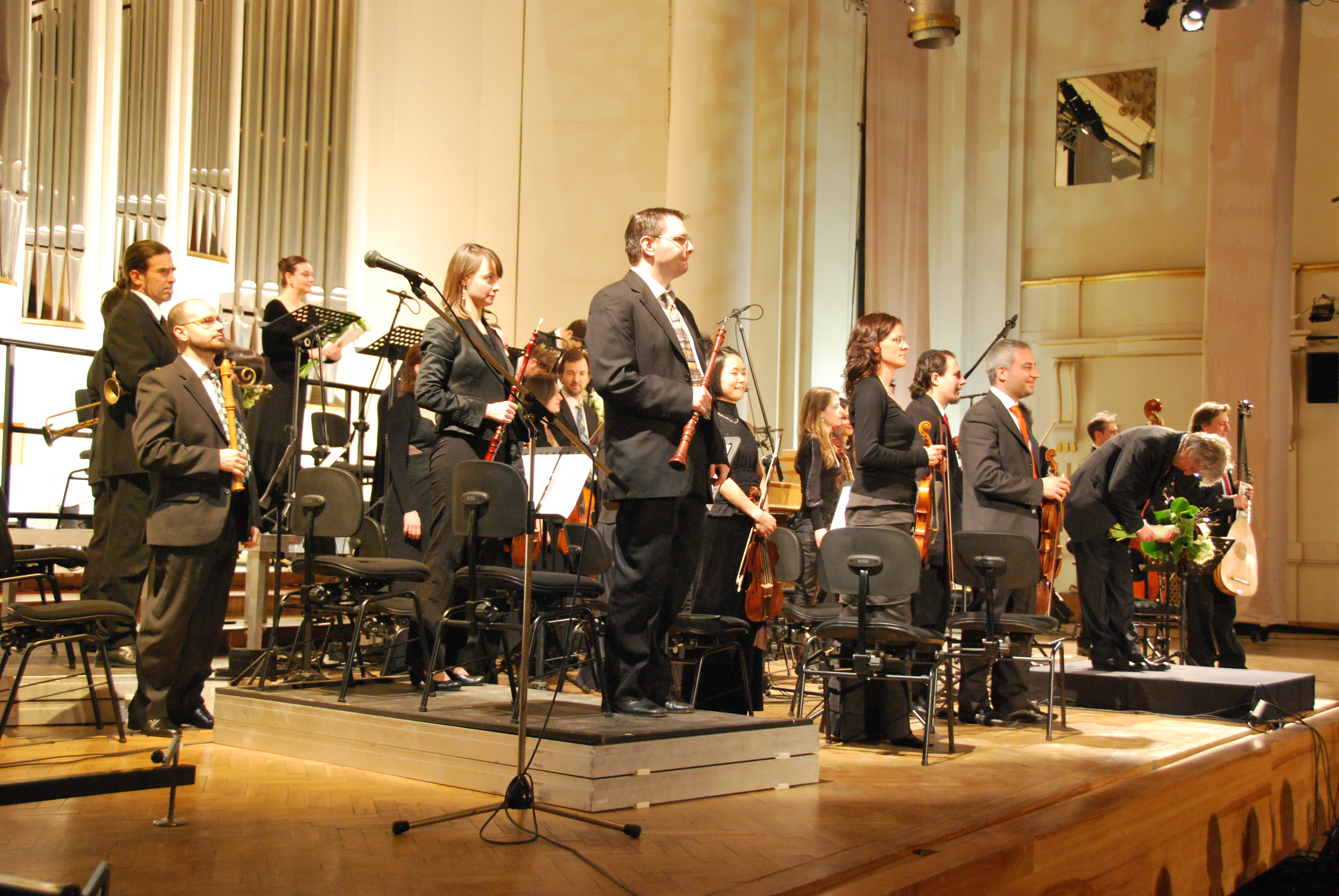
Il Giardino Armonico em Misteria Paschalia Festival, abril 2010

Il Giardino Armonico é um grupo musical italiano de revivalismo da música antiga, especialmente barroca. Foi fundado em Milão, 1985, por Luca Pianca e Giovanni Antonini. Dedica-se principalmente à música dos séculos XVII e XVIII, tocando em instrumentos de época.
Il Giardino Armonico apresenta como solistas a mezzosoprano Cecilia Bartoli, o duo de pianistas  Katia e Marielle Labèque , o violoncelista Christophe Coin, a soprano Danielle de Niese. Suas gravações notáveis foram premiadas com o Grammy e o Gramophone. Do seu repertório fazem parte obras de Monteverdi, Handel, Pergolesi e Vivaldi, entre outros.